# Coronella (protista)
Coronella es un género de foraminífero bentónico considerado homónimo posterior de Coronella Laurentis, 1768, y sustituido por Coronipora de la subfamilia Involutininae, de la familia Involutinidae, del suborden Involutinina y del orden Involutinida. Su especie tipo era Coronella austriaca. Su rango cronoestratigráfico abarcaba el Rhaetiense (Triásico superior).

## Clasificación
Coronella incluía a las siguientes especies:
- Coronella austriaca †